# Calliphora canimicans
Calliphora canimicans este o specie de muște din genul Calliphora, familia Calliphoridae, descrisă de Hardy în anul 1930. Conform Catalogue of Life specia Calliphora canimicans nu are subspecii cunoscute.